# Peta Wilson

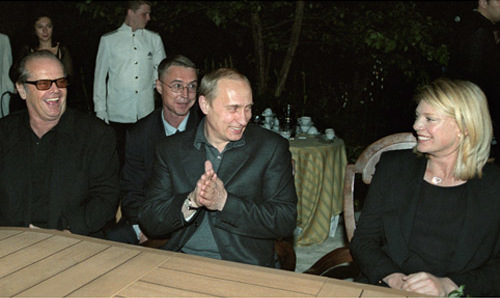
Peta Wilson z Władimirem Putinem i Jackiem Nicholsonem, 2001

Peta Gia Wilson (ur. 18 listopada 1970 w Sydney) – australijska aktorka i modelka.

## Życiorys
Peta Wilson urodziła się 18 listopada 1970 roku w Sydney.
Jej ojciec był wojskowym, dlatego w dzieciństwie wielokrotnie zmieniała miejsce zamieszkania. Kilka lat spędziła m.in. w Papui-Nowej Gwinei.
W późniejszych latach Wilson pracowała jako modelka w Europie. W roku 1991 wyjechała do Los Angeles by studiować aktorstwo pod okiem Arthura Mendozy w Actors Circle Theatre i Toma Waitsa w The TomKat Repertory Group.
Po pięciu latach nauki otrzymała swoją pierwszą rolę w sztuce Sama Sheparda Fool for Love. Początkowo występowała w teatrze, z czasem zaczęła pojawiać się w amerykańskich produkcjach telewizyjnych i niezależnych takich jak Loser i Jeden z naszych (One of Our Own).
W roku 1996 otrzymała główną rolę w wielokrotnie nagradzanym i wyróżnianym, kultowym kanadyjskim serialu Nikita (La Femme Nikita).
W roku 2000 otrzymała jedną z głównych ról w thrillerze erotycznym Więzy zła (Mercy), gdzie wystąpiła u boku Ellen Barkin, a następnie zagrała w miniserialu Jak to dziewczyny (A Girl Thing).
W roku 2002 pojawiła się w telewizyjnym filmie Joe i Max (Joe and Max), gdzie zagrała żonę legendarnego niemieckiego boksera Maxa Schmelinga, czeską aktorkę Anny Ondrę. Rok później Sean Connery zaproponował jej rolę w wysokobudżetowym filmie Liga niezwykłych dżentelmenów (The League of Extraordinary Gentlemen), w którym wcieliła się w rolę wampirzycy Miny Harker.
W kolejnych latach zajęta wychowywaniem urodzonego w 2002 roku syna Marlowea, Peta Wilson pojawiła się gościnnie w kilku serialach takich jak Jonny Zero i Two Twisted (Zagadkowe opowieści), zagrała też główną rolę w filmie Podwójna gra (False Pretenses) i pojawiła się w nominowanym do Oscara Superman: Powrót (Superman Returns).
W roku 2007 wystąpiła gościnnie w filmie Damiana Harrisa Gardens of the Night, a dwa lata później po raz pierwszy pojawiła się w rodzimej produkcji dramacie Beautiful (Złudne piękno).
Pojawiła się jako gość w serialach CSI: Kryminalne zagadki Miami oraz The Finder.
Podczas kręcenia czwartego sezonu Nikity, Bryan Singer zaproponował jej rolę Jean Grey w filmie X-Men. Związana pięcioletnim kontraktem z producentami Nikity, Wilson nie zgodziła się na warunki jakie jej zaproponowano w zamian za zgodę na udział w X-Menie (m.in. przedłużeniem umowy na serial o dwa lata, brak zmian w wynagrodzeniu) i ostatecznie rolę odrzuciła.
Była gościem specjalnym 23. Międzynarodowego Festiwalu Filmowego w Moskwie, podczas którego towarzystwa dotrzymywał jej prezydent Putin.
W roku 2012 pod pseudonimem Wylie Wilson zadebiutowała jako projektantka bielizny na łamach włoskiego wydania magazynu Vogue.

## Filmografia
- 1995: The Sadness of Sex jako dziewczyna z marzeń
- 1995: Naked Jane jako Marissa
- 1996: Strangers jako Martha
- 1996: Loser jako Alyssha Rourke
- 1996: Próba uczuć (Woman Undone) jako recepcjonistka
- 1996: Nieśmiertelny (Highlander) jako inspektor
- 1997-2001: Nikita (La Femme Nikita) jako Nikita
- 1997: Znikający punkt (Vanishing Point) jako dziewczyna na motorze
- 1997: Jeden z naszych (One of Our Own) jako kapral Jennifer Vaughn
- 2000: Więzy zła (Mercy) jako Vickie Kittrie
- 2001: Other People jako Harriet Stone
- 2001: Jak to dziewczyny (A Girl Thing) jako Alex
- 2002: Joe i Max (Joe and Max) jako Anny Ondra
- 2003: Liga niezwykłych dżentelmenów (The League of Extraordinary Gentlemen) jako Mina Harker
- 2004: Podwójna gra (False Pretenses) jako Dianne/Dee Dee
- 2005: Jonny Zero jako Aly
- 2006: Zagadkowe opowieści (Two Twisted) jako Mischa Sparkle
- 2006: Superman: Powrót (Superman Returns) jako Bobbie Faye
- 2007: Gardens of the Night jako Sarah
- 2008: Złudne piękno (Beautiful) jako Sherrie
- 2009: Malibu - atak rekinów jako Heather
- 2010: Errand_boy jako Genie
- 2010: CSI: Miami jako Amanda
- 2011: Gdziekolwiek dzisiaj  (Somewhere Tonight) jako dziewczyna z czymś ekstra (głos)
- 2012: The Finder jako Pope
- 2012: Liberator jako Marla Criswell
- 2015: Dutch Kills jako Ladye Bishop

## Nagrody
- 2013: Cinerockom International Film Festival, Best Actress Award (nagroda dla najlepszej aktorki) Liberator
- 2004: Academy of Science Fiction, Fantasy & Horror Films, Saturn Award (nominacja − najlepsza aktorka drugoplanowa) Liga niezwykłych dżentelmenów
- 1999: Academy of Canadian Cinema & Television, Gemini Award (nominacja − najlepsza aktorka w serialu dramatycznym) Nikita
- 1998: Academy of Science Fiction, Fantasy & Horror Films, Saturn Award (nominacja − najlepsza aktorka w serialu telewizyjnym) Nikita
- 1998: Academy of Canadian Cinema & Television, Gemini Award (nominacja − najlepsza aktorka w serialu dramatycznym) Nikita